# 康力斯娛樂
康力斯娛樂（英語：Corus Entertainment）是加拿大一間媒體及廣播公司，總部位於安大略省多倫多，1999年從蕭氏通訊分拆而成，主要股東亦為蕭氏家族。康力斯涉足加拿大國内的電台和電視廣播業及出版業，旗下資產包括環球電視、39間地區電台以及45條收費電視頻道。兒童電視頻道構成康力斯收費電視業務的主要一環：此公司除了營運YTV和Teletoon兩條創始於加拿大的頻道外，亦獲授權營運卡通頻道、迪士尼頻道、迪士尼XD和尼克羅頓等美國品牌的加拿大版頻道。 

## 歷史

### 1990至2000年代
20世紀末期，加拿大視訊委員會（CRTC）並不鼓勵國内有線電視供應商同時持有廣播媒體。為了滿足當局的政策，蕭氏通訊於1998年9月宣佈將旗下的地區電台及收費電視頻道分拆為一家新公司。康力斯娛樂遂告成立，並於1999年9月在多倫多證券交易所掛牌，但大部分股權仍由蕭氏家族操控。康力斯於同年9月從加拿大鮑爾集團購入4間地區電視台和16間地區電台，再於同年10月購入原屬西方國際通訊（Western International Communications）的12間地區電台和包括家庭頻道（Family Channel）在内的多條收費電視頻道，又於2000年9月宣佈斥資5億4千萬加元收購總部位於多倫多的尼爾凡納動畫工作室（Nelvana）。
在CRTC質疑康力斯近乎壟斷加拿大兒童電視頻道市場的局面下，該公司於2001年3月將其持有的家庭頻道股權以1億2690萬元轉售予星芒傳媒（Astral Media）。康力斯又以2260萬元將旗下位於加拿大西部的按次付費服務售予蕭氏通訊，再以1億3260萬元從蕭氏購入婦女電視網絡（Women's Television Network）。2004年3月，康力斯和星芒傳媒宣佈在魁北克省交換數間地區電台，而康力斯又將旗下位於亞伯達省紅鹿市的兩間地區電台售予紐卡普廣播集團（Newcap Radio）。
康力斯於2007年8月宣佈與赫斯特國際集團合作創辦加拿大版柯夢波丹頻道，又於2008年3月以7300萬元從CTVglobemedia購入加拿大學習電視（Canadian Learning Television），再於2009年11月創辦加拿大版尼克羅頓頻道。

### 2010年代
2010年4月，康力斯宣佈因魁北克省内地區電台的利潤欠佳而將其放售，當中大部分以8千萬元售予科捷科（Cogeco），僅餘位於薩格奈的CKRS則於同年6月售予當地一班商人；交易於同年12月獲CRTC有條件批准。
康力斯於2010年11月與孩之寶工作室（Hasbro Studios）簽訂協議，在旗下頻道播放該公司製作的節目。2012年3月，康力斯與蕭氏聯手創辦美國ABC家庭頻道（ABC Family）的加拿大版頻道「ABC火花」（ABC Spark）；兩家公司的持份比例為51比49。
貝爾傳媒於2013年3月收購星芒傳媒期間宣佈將該公司持有的Historia、Séries+和Teletoon頻道股權以及數間地區電台以4億60萬元轉售予康力斯；交易於同月18日獲加拿大競爭局批准。另一方面，康力斯宣佈以現金及其持有的加拿大食物網絡（Food Network Canada）股權換取蕭氏傳媒所持有的ABC火花、Historia和Séries+股權。康力斯再於2013年9月將旗下資產分組成六個部門，分別為康力斯電台（Corus Radio）、康力斯兒童（Corus Kids）、康力斯婦女及家庭（Corus Women and Family）、康力斯内容分佈及收費電視（Corus Content Distribution and Pay TV）、康力斯廣播時段銷售（Corus Airtime Sales）和康力斯法語媒體（Corus Média）。
2015年4月，康力斯宣佈與迪士尼ABC電視集團達成協議，從後者購入迪士尼頻道節目在加拿大的多平台播放權，並於同年9月開播迪士尼頻道的加拿大版英語和法語頻道。康力斯於同年11月宣佈將其位於加拿大西部的特級收費電視業務營運權以2億1100萬元轉售予貝爾傳媒，電影中心（Movie Central）和安可道兩條頻道遂於2016年停播並由貝爾旗下的電影網絡（The Movie Network）取代，而貝爾亦籍此成為加拿大國内唯一持有HBO節目播映權的公司。
康力斯於2016年1月13日宣佈以26億5千萬加元向蕭氏通訊收購包括環球電視在内的蕭氏傳媒資產。由於康力斯和蕭氏通訊的最大股東皆為蕭氏家族，CRTC視這宗交易為企業重組，並於同年3月23日批准；康力斯於同年4月1日正式接管蕭氏傳媒。

## 外部連結
- 官方网站